# Yacimiento arqueológico subacuático del pecio Bou Ferrer
El yacimiento arqueológico denominado pecio Bou Ferrer está compuesto por los restos de un barco del Alto Imperio romano y su cargamento, que se encuentra en la actualidad protegido por un cerramiento subacuático. Se trata de un yacimiento arqueológico excepcional, entre otros motivos por ser la mayor nave romana en proceso de excavación en el Mediterráneo o por las grandes dimensiones de los lingotes de plomo que transportaba, mucho mayores de lo habitual. 
Según los datos obtenidos en los estudios realizados hasta la fecha, su cargamento principal se conserva prácticamente íntegro y está formado por un conjunto homogéneo de ánforas Dressel 7-11 que se destinaban al transporte de salsas de pescado. El cargamento secundario estaba compuesto por lingotes de plomo.

## Descripción
El descubrimiento del pecio romano Bou Ferrer fue comunicado al Ayuntamiento de Villajoyosa en 1999 por los buceadores deportivos José Bou y Antoine Ferrer, cuyos apellidos dieron nombre al yacimiento arqueológico subacuático. El pecio reposa frente a las playas de Villajoyosa.
Sus dimensiones indican que nos encontramos ante un gran velero del I d. C. destinado al comercio, de los que conectaban la provincia de la Baetica con los puertos principales de Narbo, Roma y Neapolis. Con una eslora superior a los 30 metros y un tonelaje de porte cercano a las 230 toneladas, naufragó posiblemente fuera de su ruta frente a la playa de La Vila (Villajoyosa).
Su arquitectura naval no tiene paralelos en la bibliografía, es el único mercante del periodo localizado a una profundidad que permite su investigación científica, lo que constituye un factor más de su excepcionalidad. Por el momento, contamos con los datos de una pequeña zona que coincide con la situación del eje del barco, que permite concluir que se trata de una nave construida a casco primero, con las tablas ensambladas por espigas y mortajas, con una eslora superior a los 30 metros, lo que la convierte, hasta el momento, en la nave más grande conocida de su cronología.
Los trabajos de excavación desde 2006 han permitido la recuperación de más de 300 ánforas y una docena de lingotes de plomo alargados de sección triangular, que figuran entre los más grandes y pesados de estas características conocidos hasta el momento (alrededor de 70 kg). Los expertos los han fechado en el siglo I d. C. y procederían de las minas de Sierra Morena oriental, en la península ibérica.
Varios lingotes presentan contramarcas realizadas después de haberse extraído de las lingoteras. Entre ellas encontramos las marcas estampilladas en frío “IMP GER AVG” (Imperator Augustus Germanicus), que permiten a los especialistas asegurar que los lingotes de plomo estudiados del pecio Bou Ferrer pertenecían a un emperador del siglo I de la dinastía Julio-Claudia con título de Germánico, quizá Claudio o, más probablemente, Nerón, por la datación de las ánforas y otras piezas, que nos sitúan hacia los años 60.
La excepcionalidad del pecio Bou Ferrer ha sido confirmada por los datos científicos obtenidos en las diferentes campañas de excavación arqueológica, apuntando a un posible flete para el abastecimiento de la propia familia imperial.
Por las dimensiones del pecio, con más de 30 metros de eslora y unas 230 toneladas de porte, se cree que era capaz de transportar un cargamento principal de más de 3.000 ánforas. Las excavaciones arqueológicas realizadas hasta el momento (2004, 2006, 2007 y desde 2012) han permitido extraer más de 300 ánforas del cargamento. El proyecto Bou Ferrer está formado por la Generalitat Valenciana, el Ayuntamiento de Villajoyosa, la Fundación General de la Universidad de Alicante, el Grupo Patrimonio Virtual de la Universidad de Alicante y el Club Náutico de Villajoyosa, con la participación en el equipo científico de investigadores de diferentes universidades y centros de investigación de Francia y Estados Unidos. El pecio ha sido además lugar de realización de diferentes ediciones de prácticas de posgrado de Arqueología subacuática de la Universidad de Valencia y la Philipps-Universität de Marburg. 
Los materiales obtenidos en las excavaciones subacuáticas se encuentran depositados en Vilamuseu, el Museo Municipal de Villajoyosa, donde existe un espacio denominado "Taller del Bou Ferrer y la Navegación Antigua" en el que se realizan labores de divulgación del yacimiento y de apoyo a las visitas subacuáticas de buceadores deportivos que se realizan dentro del proyecto científico, que están abiertas también a personas con discapacidad, y que son un proyecto pionero en la Arqueología subacuática española.
«En definitiva, se trata de un barco de época altoimperial en el que se combinan una serie de características que lo convierten en un yacimiento arqueológico subacuático sin paralelo conocido en la actualidad, tanto por su excelente estado de conservación como por el cargamento, el casco de la nave y sus grandes dimensiones».

## Protección
El área del fondo donde se encuentran los restos se ha cubierto con una estructura metálica para frenar robos. Se han adoptado amplias medidas para garantizar la protección jurídica y práctica del sitio, como el compromiso de la Guardia Civil para mantener medidas de seguridad, vigilancia y realizar inspecciones visuales del sitio al menos una vez al mes.